# 陶爾斯普林 (堪薩斯州)
陶爾斯普林（英語：Towerspring）是位於美國堪薩斯州林肯縣的一個鬼鎮。

## 歷史
陶爾斯普林的郵政局於1879年設立，直到1904年結束營運。該郵政局原名為「Tower Spring」，於1888年更名為「Towerspring」。

## 地理
陶爾斯普林所處的海拔為高於海平面453米（即1450英呎），而該地所採用的時區為UTC-6，即北美中部時區（CST）。同時該地設有夏令時間，為UTC-6調快一小時，即UTC-5（CDT）。